# Carpophage de d'Albertis
Pour les articles homonymes, voir D'Albertis.
Gymnophaps albertisii
Espèce
Statut de conservation UICN

 LC  : Préoccupation mineure
Le Carpophage de d'Albertis (Gymnophaps albertisii), anciennement connu en tant que Carpophage d'Albertis, est une espèce d'oiseaux appartenant à la famille des Columbidae. Son aire de distribution est l'Indonésie et la Papouasie-Nouvelle-Guinée.